# دوري كرة القدم الإنجليزي 1952–53
دوري كرة القدم الإنجليزي 1952–53 (بالألمانية: Football League First Division 1952/53) هو موسم من دوري كرة القدم الإنجليزي. أقيم خلال الفترة 23 أغسطس 1952 وحتى 25 مايو 1953، وفاز فيه نادي أرسنال.